# Les Océans de Vénus
 (avril 2018).
Les Océans de Vénus est une bande dessinée de science-fiction, dessinée par Fernando Fernández, basée sur un roman de Cycle de David Starr de Isaac Asimov. Le nom du scénariste, Isaac Asimov, n'est jamais mentionné.

## Histoire
David Starr et son ami John Bigman Jones sont chargés par le Comité Scientifique Terrestre d'aller enquêter sur Vénus. En effet, un agent de ce service a disparu. Or, les humains vivent au fond de l'océan planétaire de Vénus, sous un globe protecteur, et il est difficile de disparaître dans ces conditions.
Cependant, une entité qu'on n'attendait pas va entrer en scène…

## Album
- Les Océans de Vénus, 1991, Paris, Le Vaisseau d'Argent,  (ISBN 2-87757-039-8), (BNF 35420460)